# Carmen Luvana
Carmen Luvana (New York, 23 agosto 1981) è un'ex attrice pornografica statunitense.

## Biografia
Nata a Brooklyn, borough di New York, il 23 agosto del 1981 da genitori portoricani, all'età di cinque anni ritorna con la propria famiglia in Porto Rico, dove cresce nel paese natio del padre. Raggiunta la maggiore età, fa ritorno negli Stati Uniti, dove inizia ad esibirsi come spogliarellista presso diversi strip clubs di Miami (in Florida).
Intraprende la carriera da pornodiva nel 2001, nel film More Dirty Debutantes 211 e due anni dopo, sciolto il contratto con New Sensations, è stata ingaggiata dalla Adam & Eve. Uno dei suoi ruoli più importanti è stato quello di Isabella nel film Pirates della Digital Playground nel 2005.
Il 15 luglio 2006 Carmen ha vinto il Howard Stern Pornstar Beauty Pageant battendo le rivali Taylor Wane e Taryn Thomas. Ha posato, inoltre, per Hustler, Oui e Maxim.
Si è ritirata nel 2008, dopo aver girato oltre 140 scene e ottenuto 2 XRCO e F.A.M.E Awards.

## Riconoscimenti
- XRCO Award
  - 2003 – Starlet of the Year[10]
  - 2004 – Best Girl-Girl Scene per My Plaything: Jenna Jameson 2 con Jenna Jameson[11]
- F.A.M.E. Awards
  - 2006 – Favorite Oral Starlet[12]

Altri premi
- 2002: CAVR Best New Starlet
- 2003: Night Moves Best New Starlet
- 2002: Adam Film World Best New Starlet
- 2004: Hottest Ksex Jockey "Naked" Listeners Choice Award Ksex radio
- 2008 NightMoves Hall of Fame[13]

## Filmografia
Dal 2001 a oggi (2007) ha recitato in 91 film pornografici, di cui 85 come attrice e 5 in cui impersona sé stessa.
- Exotic Fly Girls 2 (2001)
- Innocence (2001)
- Naughty College School Girls 21 (2001)
- Spanish Fly Pussy Search 5 (2001)
- Young As They Cum 2 (2001)
- Carmen Goes to College 3 (2002)
- Head Games (2002)
- Hot Girlz 4 (2002)
- More Dirty Debutantes 211 (2002)
- My Plaything: Carmen Luvana (2002)
- My Plaything: Jenna Jameson 2 (2002)
- Naked Eye (2002)
- New Girls in Town 3 (2002)
- Phoenix Rising 2 (2002)
- Riders (2002)
- Sex Magician (2002)
- Sex Under Hot Lights - Brand Spanking New (2002)
- Sixth Reflection (2002)
- Temptress (2002)
- Up And Cummers 101 (2002)
- Adult Stars at Home 4 (2003)
- Carmen Goes To College 1 (2003)
- Carmen Goes To College 2 (2003)
- Carmen Goes To College 4 (2003)
- Dawn of the Debutantes 4 (2003)
- Kobe Loves Jenna (2003)
- Possession (2003)
- Rawhide 1 (2003)
- Sex Across America 9 (2003)
- Stripped: Carmen Luvana (2003)
- Adult Video News Awards 2004 (2004)
- Blowjob Mania (2004)
- Channone Exposed (2004)
- Dinner Party 3: Cocktales (2004)
- Dirty Girlz (2004)
- Get Off With Carmen Luvana (2004)
- Girls Night Out In Tijuana (2004)
- Hard And Deep (2004)
- Jenna And Friends (2004)
- KSEX Games 2004 (2004)
- Loads of Fun (2004)
- Matrix Pornstars (2004)
- Panty Drawer (2004)
- Perfect Secretary (2004)
- Puss 'n Boots (2004)
- Racer X (2004)
- Snow Job (2004)
- Swinging In The USA (2004)
- 31 Flavors (2005)
- Big Ass Orgy (2005)
- Big Tits Tight Slits 2 (2005)
- Black in White 2 (2005)
- Blondes Deluxxxe (2005)
- Contractor 1 (2005)
- Fit to Be Tied (2005)
- Flesh Gallery (2005)
- Head Master 1 (2005)
- Hungry For Ass (2005)
- I Love Carmen 1 (2005)
- Jane Blond DD7 (2005)
- KSEX 1: Sexual Frequency (2005)
- Lettin' Her Fingers Do The Walking (2005)
- More The Merrier (2005)
- Naughty Bits (2005)
- Nina Hartley's Guide to Erotic Bondage (2005)
- Nina Hartley's Guide to G-spot Sex (2005)
- Pirates (2005), regia di Joone
- Porn Stars 1 (2005)
- Potty Mouth (2005)
- Signature Series 12: Carmen Luvana (2005)
- Signature Series 13: Lauren Phoenix (2005)
- Strap-On Divas (2005)
- World of Sexual Variations 2 (2005)
- Carmen And Austyn (2006)
- Carmen's Dirty Secrets (2006)
- Decades (2006)
- Fine Bi Me Too (2006)
- Flight 69 (2006)
- I Love Carmen 2 (2006)
- Jenna Does Carmen (2006)
- Lady Scarface (2006)
- Latin Love Dollz (2006)
- Mistaken Identity (2006)
- O: The Power of Submission (2006)
- Search for Adam and Eve (2006)
- Squirt Showers 1 (2006)
- Tailgunners (2006)
- American Heroes (2007)
- Carmen and Ava (2007)
- Carmen Inked (2007)
- Contractor 2 (2007)
- Dreamgirlz 1 (2007)
- Eden (2007)
- Fantasy All Stars 4 (2007)
- Monster Meat 1 (2007)
- Potty Mouth (2007)
- Slice of Pie (2007)
- Ashlynn Goes To College 1 (2008)
- Curve Appeal (2008)
- I Love Blondes (2008)
- Nina Hartley's Guide to Bondage Sex (2008)
- Roller Dollz (2008)
- Strippers Gone Wild (2008)
- Christina's Island Vacation (2009)
- Dirty Blondes (2009)
- Home Improvement XXX (2010)
- Notorious S.L.U.T. (2010)
- Adam and Eve's 40th Anniversary Collection (2011)
- Adam And Eve's Guide to Bondage (2011)
- BJ Suck-A-Thon (2011)
- Kayden's Greatest Hits (2012)
- Legendary Lesbians (2012)
- Adam & Eve's Legendary Latinas (2013)
- Hot Cherry Pies 7 (2014)